# Streptolus machadoi
Streptolus machadoi är en mångfotingart som beskrevs av Chamberlin 1951. Streptolus machadoi ingår i släktet Streptolus och familjen Spirostreptidae. Inga underarter finns listade i Catalogue of Life.